# Steve Cummings
Stephen Philip "Steve" Cummings (ur. 19 marca 1981 w Clatterbridge) – brytyjski kolarz szosowy i torowy, wicemistrz olimpijski i mistrz świata.
Dwukrotny uczestnik igrzysk olimpijskich. W 2004 roku w Atenach zdobył wicemistrzostwo olimpijskie (razem z Paulem Manningiem, Robem Haylesem i Bradleyem Wigginsem) w torowym drużynowym wyścigu na dochodzenie, a cztery lata później w Pekinie był 11. w szosowym wyścigu na czas. W 2005 roku w Los Angeles zdobył mistrzostwo świata. Drużyna torowa w składzie Cummings, Hayles, Manning i Chris Newton zwyciężyła w konkurencji 3000 m na dochodzenie.
Po sezonie 2019 zakończył karierę sportową, po czym został dyrektorem sportowym.

## Najważniejsze zwycięstwa i sukcesy

### kolarstwo torowe
2004
- wicemistrzostwo igrzysk olimpijskich w drużynowym wyścigu na 3000 m na dochodzenie

2005
- mistrzostwo świata w drużynowym wyścigu na 3000 m na dochodzenie

2006
- mistrzostwo Igrzysk Wspólnoty Narodów w drużynowym wyścigu na 3000 m na dochodzenie

### kolarstwo szosowe
2008
- Coppa Bernocchi
- drugi w Post Danmark Rundt
- drugi w Tour of Britain

2009
- etap w Giro del Capo

2011
- etap w Volta ao Algarve
- dziewiąty w Tour de Pologne

2012
- 1. miejsce na 13. etapie Vuelta a España
- 1. miejsce na 5. etapie Tour of Beijing

2014
- 1. miejsce w Tour Méditerranéen
  - 1. miejsce na 4. etapie

2015
- 1. miejsce na 14. etapie Tour de France

2016
- 1. miejsce na 4. etapie Tirreno-Adriático
- 1. miejsce na 3. etapie Vuelta al País Vasco
- 1. miejsce na 7. etapie Critérium du Dauphiné
- 1. miejsce na 7. etapie Tour de France

2017
- 1. miejsce w mistrzostwach Wielkiej Brytanii (j. ind. na czas)
- 1. miejsce w mistrzostwach Wielkiej Brytanii (start wspólny)

## Rankingi

### Kolarstwo szosowe
| Rok                | 2007 | 2008 | 2009 | 2010 | 2011 | 2012 | 2013 | 2014 | 2015 | 2016 | 2017 | 2018 | 2019  |
| ------------------ | ---- | ---- | ---- | ---- | ---- | ---- | ---- | ---- | ---- | ---- | ---- | ---- | ----- |
| UCI ProTour        | 145. | -    |      |      |      |      |      |      |      |      |      |      |       |
| UCI World Calendar |      |      | -    | 254. |      |      |      |      |      |      |      |      |       |
| UCI World Tour     |      |      |      |      | 66.  | 119. | -    | 214. |      | 99.  | 378. | -    |       |
| World Ranking      |      |      |      |      |      |      |      |      |      | 113. | 596. | -    | 1042. |
| UCI Europe Tour    |      | -    | 236. |      |      |      |      |      | 146. | 147. | 372. | -    | 747.  |
| UCI America Tour   |      | -    | -    |      |      |      |      |      | 397. | -    | -    | -    |       |
| UCI Africa Tour    |      | -    | 28.  |      |      |      |      |      | -    | -    | -    | -    |       |
|                    |      |      |      |      |      |      |      |      |      |      |      |      |       |
| Źródło: UCI        |      |      |      |      |      |      |      |      |      |      |      |      |       |